# Oomph!

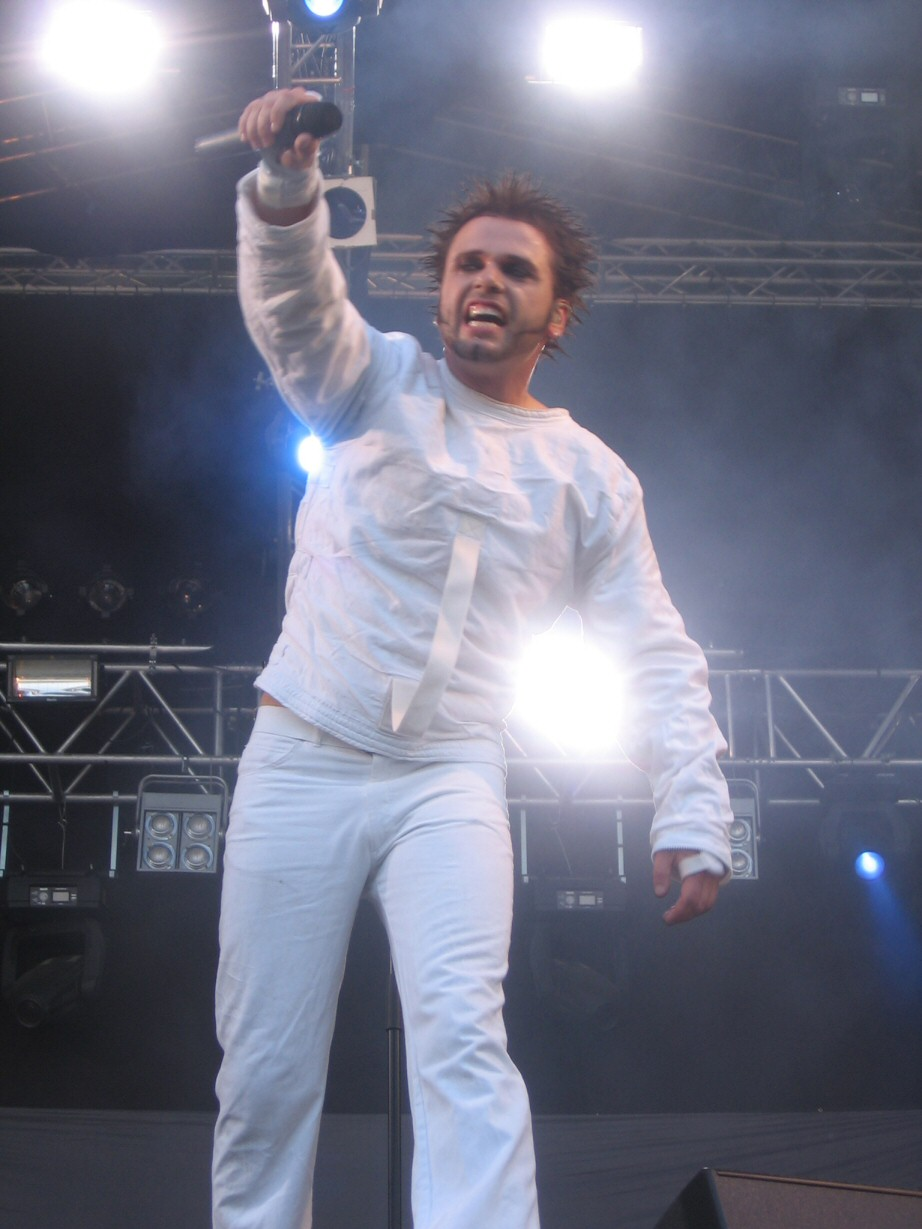
Dero, ex-vocalista da banda.

Oomph! é uma banda alemã de metal industrial formada em 1989.
Por 32 anos foi uma banda de apenas três integrantes: Dero (vocal e bateria), Flux (guitarra e sampling) e Crap (guitarra e teclados). Eles se encontraram no ano de 1989 em Wolfsburg, cidade sem tradição musical, mais conhecida pela matriz da Volkswagen. A banda nunca teve outros integrantes até 2021, quando o ex-vocalista Dero deixou a banda. Em 2023, Daniel Schulz assumiu os vocais.
A música do trio não se presta facilmente a rótulos. É uma mistura de gótico, metal, hard-rock e outros gêneros mais ou menos "sombrios", que caracterizam toda uma vertente do rock mundial.

## História

### Influência sobre Rammstein e escândalos
Lançado em 1992, o primeiro álbum da banda (Oomph!) foi considerado a revelação do ano. A banda fez sucesso até nos Estados Unidos, onde o disco chegou ao terceiro posto na parada das rádios universitárias.
Com isto eles abriram o caminho para que outras bandas alemãs ficassem conhecidas internacionalmente, inclusive Rammstein, que não esconde ter sido influenciada pela música de Oomph!.
A trajetória artística de Oomph! está marcada por vários escândalos. O vídeo do single Sex! foi boicotado pela MTV por mostrar um casal de idosos fazendo sexo. O cartaz deste mesmo single, exibindo um pênis, foi considerado de mau gosto pelo Conselho Alemão de Publicidade.

### Oito álbuns em doze anos
O ecletismo de Oomph! ficou evidente nos dois álbuns seguintes: Sperm (Esperma, 1993) e Defekt (Defeito, 1995). As músicas abordam diversos gêneros como metal eletrônico, industrial e metal dançante, mas não se limitam a nenhum deles.
A partir do álbum Wunschkind (Filho desejado, 1996) a banda intensificou suas turnês e participações em festivais na Europa. Em 1998, Oomph! lançou o álbum Unrein (Impuro) com a música Gekreuzigt (Crucificado), o primeiro hit a tocar nos clubes.
O sucesso chegou mesmo em 1999 com o álbum Plastik (Plástico), que contou inclusive com uma canja da musa esotérica alemã Nina Hagen na faixa Fieber (Febre). Com o sétimo álbum Ego (2001), a banda Oomph! chegou aos top 20 e percorreu toda a Europa em turnê com a banda gótica HIM.

### Agressivo e irônico
No oitavo álbum Wahrheit oder Pflicht, os três músicos do Oomph! resolveram reciclar a influência dos discos anteriores, a fim de buscar novos caminhos.
"Os textos voltaram a ser agressivos e irônicos, o que nos fez bem depois dos dois últimos álbuns introvertidos", admite o vocalista Dero.
O single Augen auf, com o qual a banda se mantém há sete semanas no topo da parada de sucessos, atesta as marcas características do rock de Oomph!: melodias agressivas, ritmo pungente, arranjos bem cuidados e sons eletrônicos sombrios.
Do ponto de vista temático, Wahrheit oder Pflicht é um disco eclético. Os textos refletem emoções e experiências, como afirmou Dero. Desde o melodrama de relacionamento Wenn du weinst (Quando você chora), passando pela paródia de Nietzsche Tausend neue Lügen (Milhares de novas mentiras) até divagações filosóficas como na faixa Im Licht (Sob a luz).
Em 2012, lançaram seu décimo primeiro álbum intitulado Des Wahnsinns fette beute.
Em julho de 2015, lançaram seu décimo segundo álbum e em comemoração aos 25 anos da banda o álbum se chama XXV. Neste álbum a banda mudou seu estilo, uma temática mais sombria foi adicionada nas canções, algo que foi bem diferente em comparação com os álbuns anteriores.
Em 2019 foi lançado "Ritual", pela Napalm Records, e contou com a participação de Chris Harms, do Lord of the Lost. Dessa participação surgiu o Die Kreatur, projeto paralelo de Dero com Chris.
Em 29 de setembro de 2021, a banda anunciou por meio de seu site oficial e redes sociais que agora seguiriam caminhos separados. Isto é o que dizia na página da banda no Facebook:
"Depois/desde 30 de setembro de 2021, ‘Dero’ não faz mais parte da banda Oomph!.  Nós três lamentamos que, apesar de nossos melhores esforços, não tenhamos conseguido manter a banda nesta constelação.  Nós concordamos mutuamente que 'Flux' e 'Crap' formariam a banda Oomph! Continuem e desejem um ao outro tudo de melhor para o futuro!”
A razão para esta decisão não foi declarada, mas provavelmente está relacionada ao fato de Dero ter se declarado cristão professo nos meses anteriores e também ter dito que no decorrer de sua volta para Jesus Cristo ele havia realizado uma que não consegua mais se imaginar cantando as músicas do Oomph!, que agora são descritas como “ocultas”. No entanto, Dero deixou claro que queria continuar fazendo música e, em setembro de 2021 - poucos dias antes da separação oficial - afirmou em entrevista a um pastor evangélico luterano em Braunschweig que havia feito cerca de 60 novas músicas. durante a pandemia da COVID-19 escreveu canções que gostaria de publicar, enfatizando que nem todas essas canções têm formação religiosa. Anunciou que seu novo projeto musical se chamará D.E.R.O.
Crap e Flux divulgaram um comunicado em 5 de outubro de 2021, agradecendo aos fãs pelo apoio até agora e mais uma vez lamentando que depois de mais de 30 anos não tenha sido possível deixar o Oomph! na constelação conhecida. Eles disseram que a banda e a equipe ao vivo permaneceriam e que outro álbum do Oomph viria, para o qual uma série de músicas e letras já haviam sido escritas. Também foi apontado que haveria um novo vocalista. Em 22 de junho de 2023, Daniel Schulz (Unzucht) foi apresentado como o novo vocalista.
"Richter und Henker" é o décimo quarto álbum, que teve seu lançamento anunciado para 8 de setembro de 2023. O primeiro single e vídeo, "Wem die Stunde Schlägt", foi lançado em 11 de julho.
O álbum alcançou a sétima posição nas paradas alemãs.

## A primeira troca de membros após 30 anos
Em 29 de setembro de 2021, por meio de suas redes sociais/site, a banda anunciou que a partir de 30 de setembro, Dero não faria mais parte da banda, e que Crap e Flux ainda continuarão à frente da banda.
No dia 22 de junho de 2023, a banda anunciou seu novo vocalista, Der Schulz, que também é vocalista da banda Unzucht. A banda ainda divulgou o título e data do novo álbum, Richter und Henker", será lançado em 8 de setembro de 2023, tendo seu primeiro single a ser lançado em 11 de julho.

## Integrantes

### Formação atual
- Daniel Schulz (Der Schulz) - vocal (desde 2023)
- Rene Bachmann (Robert Flux) - guitarra rítmica, backing vocals, baixo, programação e sampler (desde 1989)
- Thomas Döppner (Andreas Crap) - guitarra solo, teclados, programação backing vocals e teclados (desde 1989)

### Ex-integrantes
- Stephan Musiol (Dero Goi) - vocal, bateria, programação e teclados (1989-2021)

### Artistas de turnê
- Hagen Godicke - baixo (desde 2002)
- Silvestri - bateria (2012 - 2013, desde 2016)

### Ex-membros de turnê
- Christian "Leo" Leonhardt - bateria, percussão (1994 - 2012)
- Tobias "Tobi" Gloge - baixo, backing vocals (1994 - 2001)
- El Friede - teclado (2012 - 2016)
- Martin Bode - Bateria (2014 - 2016)
- Patrick "Okusa" Lange - percussão (2012 - 2018)
- Felix - Teclados (2016 - 2020)

## Discografia
Álbuns de estúdio
- Oomph! (1992)
- Sperm (1994)
- Defekt (1995)
- Wunschkind (1996)
- Unrein (1998)
- Plastik (1999)
- Ego (2001)
- Wahrheit oder Pflicht (2004)
- GlaubeLiebeTod (2006)
- Monster (2008)
- Des Wahnsinns fette beute (2012)
- XXV  (2015)
- Ritual (2019)
- Richter und Henker (2023)

Álbum de compilação
- Truth Or Dare  (2010)

Coletâneas
- 1991-1996 the Early Works (1998)
- 1998-2001: Best of Virgin Years (2006)
- Delikatessen (2006)

## Videografia
Videoclipes
- 1994 - "Sex"
- 1995 - "Ice-Coffin"
- 1998 - "Gekreuzigt"
- 1998 - "Gekreuzigt (Remix)"
- 1999 - "Das weisse Licht"
- 1999 - "Fieber (feat. Nina Hagen)"
- 2001 - "Supernova"
- 2001 - "Swallow"
- 2004 - "Niemand"
- 2004 - "Augen Auf!"
- 2004 - "Brennende Liebe (feat. L'Âme Immortalle)
- 2005 - "Sex hat keine Macht"
- 2006 - "Gott ist ein Popstar"
- 2006 - "Das letzte Streichholz"
- 2006 - "Die Schlinge (feat. Apocalyptica)
- 2006 - "Gekreuzigt 2006"
- 2006 - "The Power of Love"
- 2006 - "Träumst Du? (feat. Marta Jandová)
- 2008 - "Wach Auf!"
- 2008 - "Beim ersten Mal tut's immer weh"
- 2008 - "Labyrinth"
- 2008 - "Auf Kurs"
- 2009 - "Sandmann"
- 2012 - "Ernten was wie säen"
- 2012 - "Zwei schritte vor"
- 2015 - "Alles aus liebe"

DVDs
- Rohstoff (2007)